# 구 국립미술관

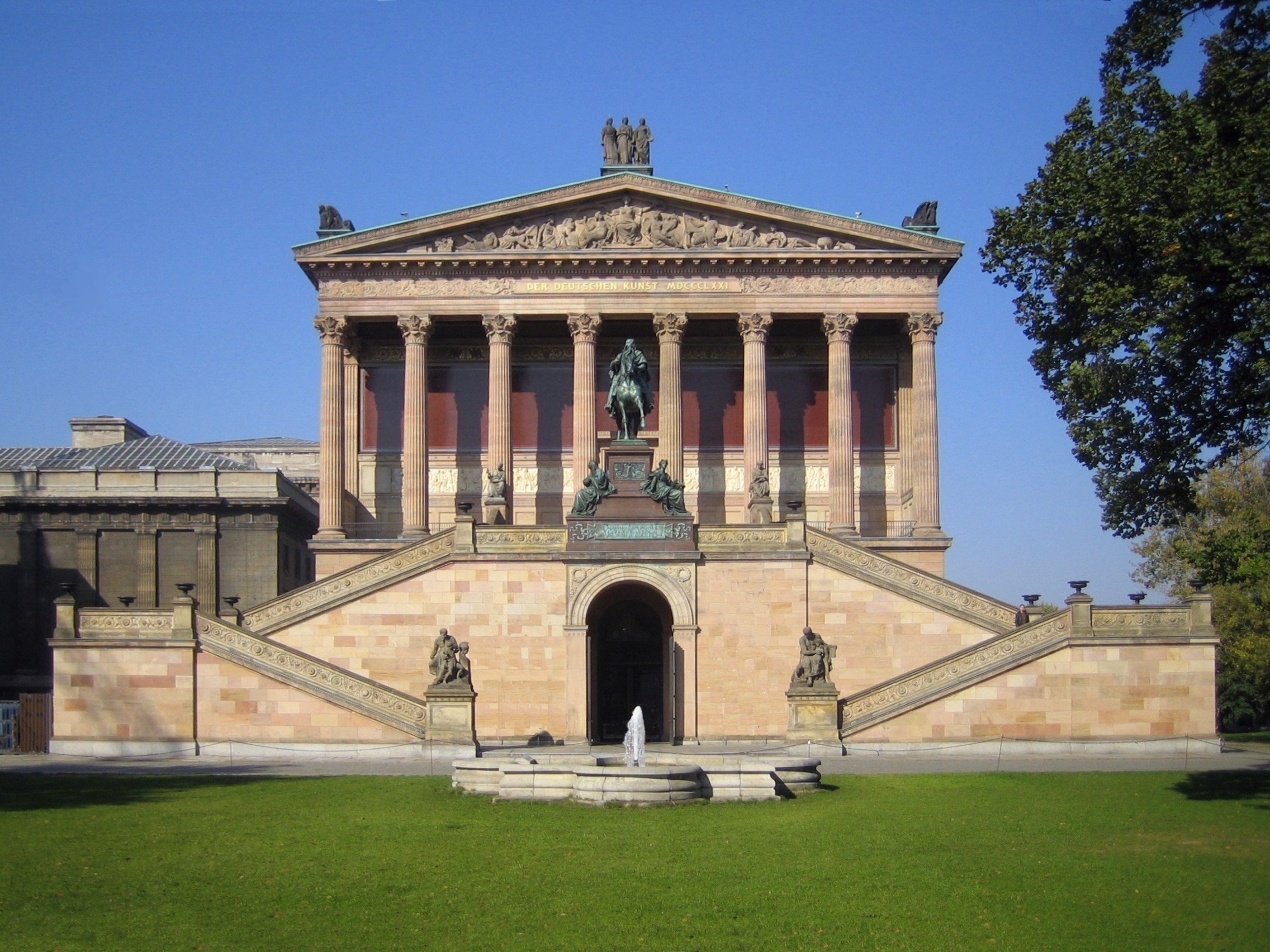
구 국립미술관

구 국립미술관(독일어: Alte Nationalgalerie)은 독일 베를린에 있는 미술관이다. 유네스코가 지정한 세계유산의 하나인 박물관섬에 위치해있다.